# Sant'Antonino (Tesino)
Sant'Antonino es una comuna suiza del cantón del Tesino, localizada en el distrito de Bellinzona, círculo de Giubiasco. Limita al norte con las comunas de Gudo y Giubiasco, al noreste y este con Camorino, al sureste con Isone, al sur y occidente con Cadenazzo.
La comuna está formada por las localidades de Matro, Paiardi y Vigana di Sotto.